# Lista över mest inkomstbringande filmer
Här är en lista över historiens mest inkomstbringande filmer. Listan inkluderar endast långfilmer som visas eller visats på bio, och alla intäkter är i amerikanska dollar. Det finns även listor över mest inkomstbringande filmer justerade för inflation, efter år samt de tidslinjer som dessa har haft rekord i. Världens mest inkomstbringande film är James Camerons film Avatar medan världens mest inkomstbringande animerade film är Lejonkungen (2019). Avatar, Titanic och Frost är de mest inkomstbringande originella filmerna någonsin. Superhjältefilmen Avengers: Endgame slog Avatars rekord som den mest inkomstbringande filmen tills Avatar släpptes på nytt i Kina och blev nummer 1 igen.
Notera att de olika siffrorna kommer från olika källor som är olika nya och kommer från olika sammanhang. Listorna ska därför inte ses som fakta utan endast ge en överblick.
  † Bakgrundsskuggning visar filmer som visas i biosalonger världen över just nu.

## Mest inkomstbringande filmer
| Rankning | Bästa rankning | Filmtitel                                       | Global inkomst ($) | År   | Referens(er)      |
| -------- | -------------- | ----------------------------------------------- | ------------------ | ---- | ----------------- |
| 1        | 1              | Avatar                                          | $2 923 710 708     | 2009 | [ # 1 ] [ # 2 ]   |
| 2        | 1              | Avengers: Endgame                               | $2 799 439 100     | 2019 | [ 2 ]             |
| 3        | 3              | Avatar: The Way of Water                        | $2 230 250 281     | 2022 |                   |
| 4        | 1              | Titanic                                         | $2 264 812 968     | 1997 | [ # 3 ] [ # 4 ]   |
| 5        | 3              | Star Wars: The Force Awakens                    | $2 071 310 218     | 2015 | [ # 5 ]           |
| 6        | 4              | Avengers: Infinity War                          | $2 052 415 039     | 2018 | [ # 6 ] [ # 7 ]   |
| 7        | 6              | Spider-Man: No Way Home                         | $1 921 407 902     | 2021 | [ 3 ]             |
| 8        | 8              | Ne Zha 2                                        | $1 898 599 023     | 2025 |                   |
| 9        | 8              | Insidan ut 2                                    | $1 698 863 816     | 2024 |                   |
| 10       | 3              | Jurassic World                                  | $1 671 537 444     | 2015 | [ # 8 ] [ # 9 ]   |
| 11       | 7              | Lejonkungen                                     | $1 662 020 819     | 2019 |                   |
| 12       | 3              | The Avengers                                    | $1 520 538 536     | 2012 |                   |
| 13       | 4              | Fast & Furious 7                                | $1 515 342 457     | 2015 | [ # 10 ] [ # 11 ] |
| 14       | 11             | Top Gun: Maverick                               | $1 495 696 292     | 2022 |                   |
| 15       | 10             | Frost 2                                         | $1 453 683 476     | 2019 |                   |
| 16       | 14             | Barbie                                          | $1 447 038 421     | 2023 | [ 4 ]             |
| 17       | 3              | Harry Potter och dödsrelikerna – Del 2          | $1 439 798 701     | 2011 | [ # 12 ] [ # 13 ] |
| 18       | 5              | Avengers: Age of Ultron                         | $1 405 018 048     | 2015 | [ # 14 ] [ # 11 ] |
| 19       | 15             | Super Mario Bros. Filmen                        | $1 360 847 665     | 2023 | [ 5 ]             |
| 20       | 10             | Skönheten och odjuret                           | $1 356 081 801     | 2017 |                   |
| 21       | 9              | Black Panther                                   | $1 349 081 801     | 2018 |                   |
| 22       | 20             | Deadpool & Wolverine                            | $1 338 073 645     | 2024 |                   |
| 23       | 9              | Star Wars: The Last Jedi                        | $1 334 407 706     | 2017 |                   |
| 24       | 12             | Jurassic World: Fallen Kingdom                  | $1 310 469 037     | 2018 |                   |
| 25       | 5              | Frost                                           | $1 306 450 154     | 2013 | [ # 15 ] [ # 16 ] |
| 26       | 5              | Iron Man 3                                      | $1 266 152 644     | 2013 | [ # 17 ] [ # 18 ] |
| 27       | 15             | Superhjältarna 2                                | $1 243 225 667     | 2018 |                   |
| 28       | 11             | Fast & Furious 8                                | $1 236 009 236     | 2017 |                   |
| 29       | 10             | Minioner                                        | $1 159 457 503     | 2015 | [ # 19 ] [ # 7 ]  |
| 30       | 12             | Captain America: Civil War                      | $1 155 046 416     | 2016 |                   |
| 31       | 20             | Aquaman                                         | $1 152 028 393     | 2018 |                   |
| 32       | 2              | Sagan om konungens återkomst                    | $1 138 585 992     | 2003 | [ # 20 ] [ # 21 ] |
| 33       | 23             | Spider-Man: Far From Home                       | $1 132 705 055     | 2019 |                   |
| 34       | 22             | Captain Marvel                                  | $1 131 416 446     | 2019 | [ 6 ] [ 7 ]       |
| 35       | 4              | Transformers: Dark of the Moon                  | $1 123 794 079     | 2011 | [ # 22 ] [ # 13 ] |
| 36       | 7              | The Dark Knight Rises                           | $1 114 976 407     | 2012 | [ # 23 ] [ # 24 ] |
| 37       | 7              | Skyfall                                         | $1 108 594 137     | 2012 | [ # 25 ] [ # 26 ] |
| 38       | 10             | Transformers: Age of Extinction                 | $1 105 261 713     | 2014 | [ # 27 ] [ # 28 ] |
| 39       | 1              | Jurassic Park                                   | $1 104 379 926     | 1993 |                   |
| 40       | 34             | Aladdin                                         | $1 097 831 681     | 2019 |                   |
| 41       | 31             | Joker                                           | $1 078 958 629     | 2019 |                   |
| 42       | 32             | Star Wars: The Rise of Skywalker                | $1 077 022 372     | 2019 |                   |
| 43       | 30             | Toy Story 4                                     | $1 073 841 394     | 2019 |                   |
| 44       | 4              | Toy Story 3                                     | $1 067 316 101     | 2010 | [ # 29 ] [ # 30 ] |
| 45       | 3              | Pirates of the Caribbean: Död mans kista        | $1 066 179 747     | 2006 | [ # 31 ] [ # 32 ] |
| 46       | 46             | Vaiana 2                                        | $1 059 242 164     | 2024 |                   |
| 47       | 20             | Rogue One: A Star Wars Story                    | $1 058 684 742     | 2016 |                   |
| 48       | 6              | Pirates of the Caribbean: I främmande farvatten | $1 046 721 266     | 2011 | [ # 33 ] [ # 34 ] |
| 49       | 2              | Star Wars: Episod I – Det mörka hotet           | $1 046 515 409     | 1999 | [ # 35 ] [ # 4 ]  |
| 50       | 11             | Harry Potter och dödsrelikerna – Del 1          | $1 043 795 789     | 2010 |                   |

## Mest inkomstbringande filmer justerat för inflation
| Rankning | Filmtitel                    | Global inkomst (constant $) | År   |
| -------- | ---------------------------- | --------------------------- | ---- |
| 1        | Borta med vinden             | $4 192 000 000              | 1939 |
| 2        | Avatar                       | $3 824 000 000              | 2009 |
| 3        | Titanic                      | $3 485 000 000              | 1997 |
| 4        | Stjärnornas krig             | $3 061 000 000              | 1977 |
| 5        | Avengers: Endgame            | $2 798 000 000              | 2019 |
| 6        | Sound of Music               | $2 564 000 000              | 1965 |
| 7        | E.T. the Extra-Terrestrial   | $2 503 000 000              | 1982 |
| 8        | De tio budorden              | $2 370 000 000              | 1956 |
| 9        | Doktor Zjivago               | $2 246 000 000              | 1965 |
| 10       | Star Wars: The Force Awakens | $2 215 000 000              | 2015 |

## Mest inkomstbringande filmer efter år
| År   | Filmtitel                                   | Global inkomst                                     | Budget                  | Ref(r)                                  |
| ---- | ------------------------------------------- | -------------------------------------------------- | ----------------------- | --------------------------------------- |
| 1915 | Nationens födelse                           | 50 000 000–100 000 000 20 000 000+R (5 200 000)R   | 110 000                 | [ # 36 ] [ # 37 ] [ # 38 ]              |
| 1916 | Intolerance                                 | 1 000 000*R IN                                     | 489 653                 | [ # 39 ] [ # 40 ]                       |
| 1917 | Cleopatra                                   | 500 000*R                                          | 300 000                 | [ # 39 ]                                |
| 1918 | Mickey                                      | 8 000 000                                          | 250 000                 | [ # 41 ]                                |
| 1919 | The Miracle Man                             | 3 000 000R                                         | 120 000                 | [ # 42 ]                                |
| 1920 | Genom stormen                               | 5 000 000R (4 000 000)R                            | 800 000                 | [ # 43 ] [ # 44 ]                       |
| 1921 | De fyra ryttarna                            | 5 000 000R (4 000 000)R                            | 600 000–800 000         | [ # 45 ]                                |
| 1922 | Robin Hood                                  | 2 500 000R                                         | 986 000                 | [ # 46 ]                                |
| 1923 | The Covered Wagon                           | 5 000 000R                                         | 800 000                 | [ # 47 ] [ # 48 ]                       |
| 1924 | Slaghöken                                   | 3 000 000R                                         | 700 000                 | [ # 47 ]                                |
| 1925 | The Big Parade                              | 18 000 000–22 000 000R (6 131 000)R                | 382 000                 | [ # 49 ] [ # 50 ] [ # 51 ]              |
| 1925 | Ben-Hur                                     | 9 386 000R                                         | 3 967 000               | [ # 52 ]                                |
| 1926 | For Heaven's Sake                           | 2 600 000R FH                                      | 150 000                 | [ # 43 ] [ # 53 ]                       |
| 1927 | Vingarna                                    | 3 600 000R                                         | 2 000 000               | [ # 43 ] [ # 54 ] [ # 55 ]              |
| 1928 | The Singing Fool                            | 5 900 000R                                         | 388 000                 | [ # 55 ] [ # 56 ]                       |
| 1929 | Broadways melodi                            | 4 400 000–4 800 000R                               | 379 000                 | [ # 57 ] [ # 58 ]                       |
| 1929 | Sunny Side Up                               | 3 500 000*R SS                                     | 600 000                 | [ # 59 ] [ # 60 ]                       |
| 1930 | På västfronten intet nytt                   | 3 000 000R                                         | 1 250 000               | [ # 43 ] [ # 61 ] [ # 62 ] [ # 63 ]     |
| 1931 | Frankenstein                                | 12 000 000R (1 400 000)R                           | 250 000                 | [ # 64 ] [ # 65 ]                       |
| 1931 | Stadens ljus                                | 5 000 000R                                         | 1 607 351               | [ # 66 ]                                |
| 1932 | The Sign of the Cross                       | 2 738 993R                                         | 694 065                 | [ # 48 ] [ # 67 ] [ # 68 ] [ # 69 ]     |
| 1933 | King Kong                                   | 5 347 000R (1 856 000)R                            | 672 255                 | [ # 70 ]                                |
| 1933 | Jag är ingen ängel                          | 3 250 000+R                                        | 200 000                 | [ # 71 ] [ # 72 ]                       |
| 1933 | Cavalcade                                   | 3 000 000–4 000 000R                               | 1 116 000               | [ # 44 ] [ # 62 ]                       |
| 1933 | She Done Him Wrong                          | 3 000 000+R                                        | 274 076                 | [ # 73 ] [ # 74 ] [ # 75 ]              |
| 1934 | Glada änkan                                 | 2 608 000R                                         | 1 605 000               | [ # 76 ] [ # 68 ]                       |
| 1934 | Det hände en natt                           | 1 000 000R ON                                      | 325 000                 | [ # 77 ] [ # 78 ]                       |
| 1935 | Myteri                                      | 4 460 000R                                         | 1 905 000               | [ # 68 ]                                |
| 1936 | San Francisco                               | 6 044 000+R (5 273 000)R                           | 1 300 000               | [ # 76 ] [ # 68 ]                       |
| 1937 | Snövit och de sju dvärgarna                 | 416 316 184S7 (8 500 000)R                         | 1 488 423               | [ # 79 ] [ # 80 ]                       |
| 1938 | Komedien om oss människor                   | 5 000 000R                                         | 1 200 000               | [ # 81 ] [ # 82 ]                       |
| 1939 | Borta med vinden                            | 390 525 192–400 176 459 (32 000 000)R GW           | 3 900 000–4 250 000     | [ # 83 ] [ # 84 ] [ # 85 ] [ # 86 ]     |
| 1940 | Pinocchio                                   | 87 000 862* (3 500 000)R                           | 2 600 000               | [ # 87 ] [ # 80 ] [ # 88 ]              |
| 1940 | Glädjestaden                                | 4 600 000*R                                        | 2 100 000               | [ # 89 ] [ # 90 ]                       |
| 1941 | Sergeant York                               | 7 800 000R                                         | 1 600 000               | [ # 91 ] [ # 92 ]                       |
| 1942 | Bambi                                       | 267 997 843 (3 449 353)R                           | 1 700 000–2 000 000     | [ # 93 ] [ # 94 ] [ # 95 ]              |
| 1942 | Mrs. Miniver                                | 8 878 000R                                         | 1 344 000               | [ # 96 ] [ # 97 ]                       |
| 1943 | Klockan klämtar för dig                     | 11 000 000R                                        | 2 681 298               | [ # 98 ] [ # 99 ] [ # 100 ]             |
| 1943 | Irving Berlins paradrevy                    | 9 555 586,44*R                                     | 1 400 000               | [ # 101 ] [ # 102 ] [ # 100 ]           |
| 1944 | Vandra min väg                              | 6 500 000*R                                        | 1 000 000               | [ # 103 ] [ # 104 ] [ # 105 ]           |
| 1945 | Din kropp är din                            | 80 000 000MD/22 000 000R                           | 65 000                  | [ # 106 ]                               |
| 1945 | Klockorna i S:t Mary                        | 11 200 000R                                        | 1 600 000               | [ # 107 ]                               |
| 1946 | Sången om södern                            | 65 000 000* (3 300 000)R                           | 2 125 000               | [ # 108 ] [ # 109 ] [ # 110 ]           |
| 1946 | De bästa åren                               | 14 750 000R                                        | 2 100 000               | [ # 111 ] [ # 112 ]                     |
| 1946 | Duell i solen                               | 10 000 000*R                                       | 5 255 000               | [ # 103 ] [ # 113 ]                     |
| 1947 | Alltid Amber                                | 8 000 000R                                         | 6 375 000               | [ # 59 ] [ # 113 ]                      |
| 1947 | De obesegrade                               | 7 500 000R UN                                      | 4 200 000               | [ # 114 ] [ # 115 ]                     |
| 1948 | En dans med dej                             | 5 918 134R                                         | 2 500 000               | [ # 105 ] [ # 116 ]                     |
| 1948 | De röda skorna                              | 5 000 000*R                                        | 505 581 (2 000 000)     | [ # 103 ] [ # 117 ] [ # 118 ]           |
| 1948 | Ormgropen                                   | 4 100 000*R                                        | TBA                     | [ # 119 ]                               |
| 1949 | Simson och Delila                           | 14 209 250R                                        | 3 097 563               | [ # 120 ] [ # 48 ]                      |
| 1950 | Askungen                                    | 88 000 466* (20 000 000/7 800 000R)                | 2 200 000               | [ # 121 ] [ # 122 ] [ # 123 ]           |
| 1950 | Kung Salomos sk(r)att                       | 10 050 000R                                        | 2 258 000               | [ # 124 ]                               |
| 1951 | Quo Vadis                                   | 21 037 000–26 700 000R                             | 7 623 000               | [ # 120 ] [ # 125 ] [ # 126 ]           |
| 1952 | This Is Cinerama                            | 50 000 000CI                                       | 1 000 000               | [ # 127 ] [ # 128 ]                     |
| 1952 | Världens största show                       | 18 350 000R GS                                     | 3 873 946               | [ # 129 ] [ # 130 ] [ # 48 ]            |
| 1953 | Peter Pan                                   | 145 000 000                                        | 3 000 000–4 000 000     | [ # 131 ]                               |
| 1953 | Den purpurröda manteln                      | 25 000 000–26 100 000R                             | 4 100 000               | [ # 132 ] [ # 133 ] [ # 126 ]           |
| 1954 | Fönstret åt gården                          | 36 764 580* (5 300 000)*R                          | 1 000 000               | [ # 134 ] [ # 125 ]                     |
| 1954 | White Christmas                             | 26 000 050* (12 000 000)*R                         | 3 800 000               | [ # 135 ] [ # 136 ] [ # 137 ]           |
| 1954 | En världsomsegling under havet              | 25 000 134* (6 800 000–8 000 000)*R                | 4 500 000–9 000 000     | [ # 138 ] [ # 139 ] [ # 103 ] [ # 140 ] |
| 1955 | Lady och Lufsen                             | 88 300 200* (6 500 000)*R                          | 4 000 000               | [ # 141 ] [ # 103 ] [ # 142 ]           |
| 1955 | Cinerama Holiday                            | 21 000 000CI                                       | 2 000 000               | [ # 143 ] [ # 144 ]                     |
| 1955 | Nattpermission                              | 9 900 000R                                         | 2 400 000               | [ # 145 ]                               |
| 1956 | De tio budorden                             | 90 066 230R (122 700 000/55 200 000R)              | 13 270 000              | [ # 48 ] [ # 146 ] [ # 147 ]            |
| 1957 | Bron över floden Kwai                       | 30 600 000R                                        | 2 840 000               | [ # 147 ]                               |
| 1958 | South Pacific                               | 30 000 000R                                        | 5 610 000               | [ # 148 ]                               |
| 1959 | Ben-Hur                                     | 90 000 000R (146 900 000/66 100 000R)              | 15 900 000              | [ # 149 ] [ # 150 ]                     |
| 1960 | Skeppsbrott i Söderhavet                    | 30 000 000R                                        | 4 000 000               | [ # 151 ]                               |
| 1960 | Spartacus                                   | 60 000 000 (22 105 225)R                           | 10 284 014              | [ # 152 ] [ # 153 ]                     |
| 1960 | Psycho                                      | 50 000 000+ (14 000 000)R                          | 800 000                 | [ # 154 ]                               |
| 1961 | Pongo och de 101 dalmatinerna               | 215 880 212                                        | 3 600 000–4 000 000     | [ # 155 ] [ # 156 ] [ # 95 ]            |
| 1961 | West Side Story                             | 105 000 000 (31 800 000)R                          | 7 000 000               | [ # 157 ] [ # 158 ]                     |
| 1962 | Lawrence av Arabien                         | 75 500 852 (69 995 385)                            | 13 800 000              | [ # 159 ] [ # 160 ]                     |
| 1962 | Så vanns vilda västern                      | 35 000 000R                                        | 14 483 000              | [ # 161 ]                               |
| 1962 | Den längsta dagen                           | 33 200 000R                                        | 8 600 000               | [ # 158 ] [ # 160 ]                     |
| 1963 | Cleopatra                                   | 40 300 000R                                        | 31 115 000              | [ # 158 ] [ # 160 ]                     |
| 1963 | Agent 007 ser rött                          | 78 900 000/29 400 000R (12 500 000)R               | 2 000 000               | [ # 162 ] [ # 163 ] [ # 164 ]           |
| 1964 | My Fair Lady                                | 55 000 000R                                        | 17 000 000              | [ # 165 ]                               |
| 1964 | Goldfinger                                  | 124 900 000 (46 000 000)R                          | 3 000 000               | [ # 162 ] [ # 164 ]                     |
| 1964 | Mary Poppins                                | 44 000 000–50 000 000R                             | 5 200 000               | [ # 166 ] [ # 165 ]                     |
| 1965 | Sound of Music                              | 286 214 076 (114 600 000)R                         | 8 000 000               | [ # 167 ] [ # 158 ]                     |
| 1966 | Bibeln... i begynnelsen                     | 25 300 000R                                        | 18 000 000              | [ # 153 ]                               |
| 1966 | Hawaii                                      | 34 562 222* (15 600 000)*R                         | 15 000 000              | [ # 168 ] [ # 103 ]                     |
| 1966 | Who's Afraid of Virginia Woolf?             | 28 000 089* (14 500 000)*R                         | 7 613 000               | [ # 169 ] [ # 103 ] [ # 170 ]           |
| 1967 | Djungelboken                                | 170 800 000–199 475 744                            | 3 900 000–4 000 000     | [ # 171 ] [ # 172 ] [ # 95 ]            |
| 1967 | Mandomsprovet                               | 85 000 000R                                        | 3 100 000               | [ # 173 ] [ # 174 ]                     |
| 1968 | 2001 – Ett rymdäventyr                      | 138 000 000–190 000 000 (21 900 000)R              | 10 300 000              | [ # 175 ] [ # 176 ] [ # 158 ]           |
| 1968 | Funny Girl                                  | 80 000 000–100 000 000                             | 8 800 000               | [ # 177 ] [ # 178 ]                     |
| 1969 | Butch Cassidy och Sundance Kid              | 96 000 000R (37 100 000)R                          | 6 600 000               | [ # 179 ] [ # 158 ] [ # 174 ]           |
| 1970 | Love Story                                  | 80 000 000R                                        | 2 260 000               | [ # 180 ] [ # 181 ]                     |
| 1970 | Airport - flygplatsen                       | 75 000 000R                                        | 10 000 000              | [ # 182 ] [ # 183 ]                     |
| 1971 | French Connection – Lagens våldsamma män    | 75 000 000R                                        | 3 300 000               | [ # 59 ]                                |
| 1971 | Spelman på taket                            | 49 400 000R (100 000 000/45 100 000R)              | 9 000 000               | [ # 184 ] [ # 185 ]                     |
| 1971 | Diamantfeber                                | 116 000 000 (45 700 000)R                          | 7 200 000               | [ # 162 ] [ # 163 ]                     |
| 1972 | Gudfadern                                   | 245 066 411–286 000 000 (127 600 000–142 000 000)R | 6 200 000               | [ # 186 ] [ # 185 ] [ # 187 ] [ # 188 ] |
| 1973 | Exorcisten                                  | 413 071 011 (110 000 000)R                         | 10 000 000              | [ # 189 ] [ # 190 ]                     |
| 1973 | Blåsningen                                  | 115 000 000R                                       | 5 500 000               | [ # 191 ] [ # 192 ]                     |
| 1974 | Skyskrapan brinner!                         | 88 650 000R                                        | 15 000 000              | [ # 193 ]                               |
| 1974 | Det våras för sheriffen                     | 80 000 000+R                                       | 2 600 000               | [ # 194 ] [ # 195 ]                     |
| 1975 | Hajen                                       | 470 653 000 (193 700 000)R                         | 9 000 000               | [ # 196 ] [ # 197 ] [ # 198 ]           |
| 1976 | Rocky                                       | 225 000 000 (77 100 000)R                          | 1 075 000               | [ # 199 ] [ # 185 ] [ # 200 ]           |
| 1977 | Stjärnornas krig                            | 775 398 007 (530 000 000SW/268 500 000R)           | 11 293 151              | [ # 201 ] [ # 202 ] [ # 185 ] [ # 203 ] |
| 1978 | Grease                                      | 394 589 888 (341 000 000)                          | 6 000 000               | [ # 204 ] [ # 205 ] [ # 173 ]           |
| 1979 | Moonraker                                   | 210 300 000                                        | 31 000 000              | [ # 162 ] [ # 206 ]                     |
| 1979 | Rocky II                                    | 200 182 289                                        | 7 000 000               | [ # 207 ] [ # 208 ] [ # 206 ]           |
| 1980 | Rymdimperiet slår tillbaka                  | 538 375 067 (413 562 607)SW                        | 23 000 000–32 000 000   | [ # 209 ] [ # 210 ]                     |
| 1981 | Jakten på den försvunna skatten             | 389 925 971 (321 866 000–353 988 025)              | 18 000 000–22 800 000   | [ # 211 ]                               |
| 1982 | E.T. the Extra-Terrestrial                  | 792 910 554 (619 000 000–664 000 000)              | 10 500 000–12 200 000   | [ # 212 ] [ # 202 ] [ # 213 ] [ # 214 ] |
| 1983 | Jedins återkomst                            | 475 106 177 (385 845 197)SW                        | 32 500 000–42 700 000   | [ # 215 ] [ # 210 ]                     |
| 1984 | Indiana Jones och de fördömdas tempel       | 333 107 271                                        | 27 000 000–28 200 000   | [ # 216 ] [ # 217 ] [ # 218 ]           |
| 1985 | Tillbaka till framtiden                     | 381 109 043                                        | 22 000 000              | [ # 219 ] [ # 220 ]                     |
| 1986 | Top Gun                                     | 356 830 601 (345 000 000)                          | 14 000 000–19 000 000   | [ # 221 ] [ # 222 ] [ # 217 ]           |
| 1987 | Farlig förbindelse                          | 320 145 905                                        | 14 000 000              | [ # 223 ] [ # 217 ]                     |
| 1988 | Rain Man                                    | 354 825 476                                        | 30 000 000              | [ # 224 ] [ # 225 ]                     |
| 1989 | Indiana Jones och det sista korståget       | 474 171 806–494 000 000                            | 36 000 000–55 400 000   | [ # 226 ] [ # 217 ] [ # 227 ]           |
| 1990 | Ghost                                       | 505 702 423                                        | 22 000 000              | [ # 228 ] [ # 217 ]                     |
| 1991 | Terminator 2 – Domedagen                    | 519 843 975                                        | 94 000 000              | [ # 229 ] [ # 230 ]                     |
| 1992 | Aladdin                                     | 504 050 219                                        | 28 000 000              | [ # 231 ] [ # 95 ]                      |
| 1993 | Jurassic Park                               | 1 029 153 882 (914 691 118)                        | 63 000 000–70 000 000   | [ # 232 ]                               |
| 1994 | Lejonkungen                                 | 987 483 777 (768 155 561)                          | 45 000 000–79 300 000   | [ # 233 ]                               |
| 1995 | Die Hard – Hämningslöst                     | 366 101 666                                        | 70 000 000              | [ # 234 ] [ # 235 ]                     |
| 1996 | Independence Day                            | 817 400 891                                        | 75 000 000              | [ 9 ]                                   |
| 1997 | Titanic                                     | 2 249 104 601 (1 843 201 268)                      | 200 000 000             | [ # 3 ]                                 |
| 1998 | Armageddon                                  | 553 709 626                                        | 140 000 000             | [ # 236 ] [ # 237 ]                     |
| 1999 | Star Wars: Episod I – Det mörka hotet       | 1 027 044 677 (924 317 558)                        | 115 000 000–127 500 000 | [ # 35 ] [ # 210 ]                      |
| 2000 | Mission: Impossible II                      | 546 388 105                                        | 100 000 000–125 000 000 | [ # 238 ] [ # 217 ]                     |
| 2001 | Harry Potter och de vises sten              | 1 009 046 830 (974 755 371)                        | 125 000 000             | [ # 239 ]                               |
| 2002 | Sagan om de två tornen                      | 926 047 111 (921 780 457)                          | 94 000 000              | [ # 240 ]                               |
| 2003 | Sagan om konungens återkomst                | 1 119 929 521 (1 119 110 941)                      | 94 000 000              | [ # 20 ]                                |
| 2004 | Shrek 2                                     | 919 838 758                                        | 150 000 000             | [ # 241 ]                               |
| 2005 | Harry Potter och den flammande bägaren      | 896 911 078                                        | 150 000 000             | [ # 242 ]                               |
| 2006 | Pirates of the Caribbean: Död mans kista    | 1 066 179 725                                      | 225 000 000             | [ # 31 ]                                |
| 2007 | Pirates of the Caribbean: Vid världens ände | 963 420 425                                        | 300 000 000             | [ # 243 ]                               |
| 2008 | The Dark Knight                             | 1 004 558 444 (997 039 412)                        | 185 000 000             | [ # 244 ]                               |
| 2009 | Avatar                                      | 2 922 917 914 (2 749 064 328)                      | 225 000 000             | [ # 1 ] [ # 245 ]                       |
| 2010 | Toy Story 3                                 | 1 063 171 911                                      | 200 000 000             | [ # 29 ]                                |
| 2011 | Harry Potter och dödsrelikerna – Del 2      | 1 341 511 219                                      | 250 000 000HP           | [ # 12 ] [ # 246 ]                      |
| 2012 | The Avengers                                | 1 511 757 910                                      | 220 000 000             | [ # 8 ]                                 |
| 2013 | Frost                                       | 1 279 852 693                                      | 150 000 000             | [ # 247 ]                               |
| 2014 | Transformers: Age of Extinction             | 1 104 039 076                                      | 210 000 000             | [ # 27 ] [ # 28 ]                       |
| 2015 | Star Wars: The Force Awakens                | 1 751 243 529                                      | 200 000 000             | [ # 5 ]                                 |
| 2016 | Captain America: Civil War                  | 1 153 304 495                                      | 250 000 000             |                                         |
| 2017 | Star Wars: The Last Jedi                    | 1 332 539 889                                      | 200 000 000             |                                         |
| 2018 | Avengers: Infinity War                      | 2 048 359 754                                      | 316 000 000–400 000 000 |                                         |
| 2019 | Avengers: Endgame                           | 2 796 274 401                                      | 356 000 000             |                                         |
| 2020 | Demon Slayer: Mugen Train                   | 506 523 013                                        | 15 750 000              |                                         |
| 2021 | Spider-Man: No Way Home                     | 1 921 847 111 (1 912 233 593)                      | 200 000 000             |                                         |
| 2022 | Avatar: The Way of Water                    | 2 320 250 281                                      | 350 000 000–460 000 000 |                                         |
| 2023 | Barbie                                      | 1 445 638 421                                      | 128 000 000–145 000 000 |                                         |
| 2024 | Insidan ut 2                                | 1 698 863 816                                      | 200 000 000             |                                         |

## Tidslinjerna för de mest inkomstbringande filmerna
| Fastställt | Filmtitel                  | Rekordinkomst ($)        | Ref                 |
| ---------- | -------------------------- | ------------------------ | ------------------- |
| 1915       | Nationens födelse          | 5 200 000R               | [ # 37 ]            |
| 1940       | Nationens födelse          | $15,000,000R ‡           | [ # 248 ]           |
| 1940       | Borta med vinden           | 32 000 000R              | [ # 249 ]           |
| 1963       | Borta med vinden           | 67 000 000R ‡            | [ # 250 ]           |
| 1966       | Sound of Music             | 114 600 000R             | [ # 158 ]           |
| 1971       | Borta med vinden           | 116 000 000R ‡           | [ # 251 ]           |
| 1972       | Gudfadern                  | 127 600 000–142 000 000R | [ # 185 ] [ # 252 ] |
| 1976       | Hajen                      | 193 700 000R             | [ # 197 ]           |
| 1978       | Star Wars                  | 410 000 000/268 500 000R | [ # 253 ] [ # 185 ] |
| 1982       | Star Wars                  | 53 000 000‡              | [ # 202 ]           |
| 1983       | E.T. the Extra-Terrestrial | 619 000 000–664 000 000  | [ # 202 ] [ # 213 ] |
| 1993       | E.T. the Extra-Terrestrial | 701 000 000‡             | [ # 254 ]           |
| 1993       | Jurassic Park              | 914 691 118              | [ # 232 ]           |
| 1998       | Titanic                    | 1 843 201 268            | [ # 3 ]             |
| 2010       | Avatar                     | 2 749 064 328            | [ # 1 ]             |
| 2010       | Avatar                     | 2 789 679 794 ‡          | [ # 1 ]             |
| 2019       | Avengers: Endgame          | $2 796 274 401           |                     |
| 2021       | Avatar                     | $2 923 710 708           |                     |